# Súðavík
Súðavík (is. Súðavíkurhreppur) è un comune islandese della regione di Vestfirðir.